# Lykabettus

Panorama-Ansicht von Athen vom Lykavittos

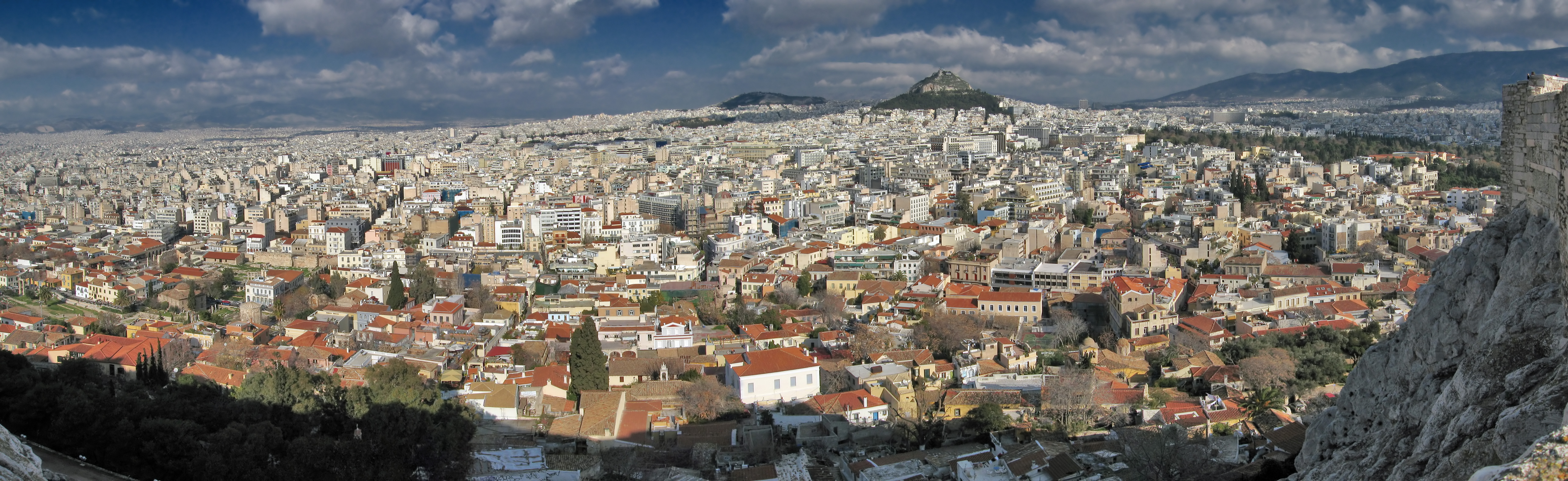
Der Lykavittos im Stadtbild von Athen. Blick von der Akropolis aus.

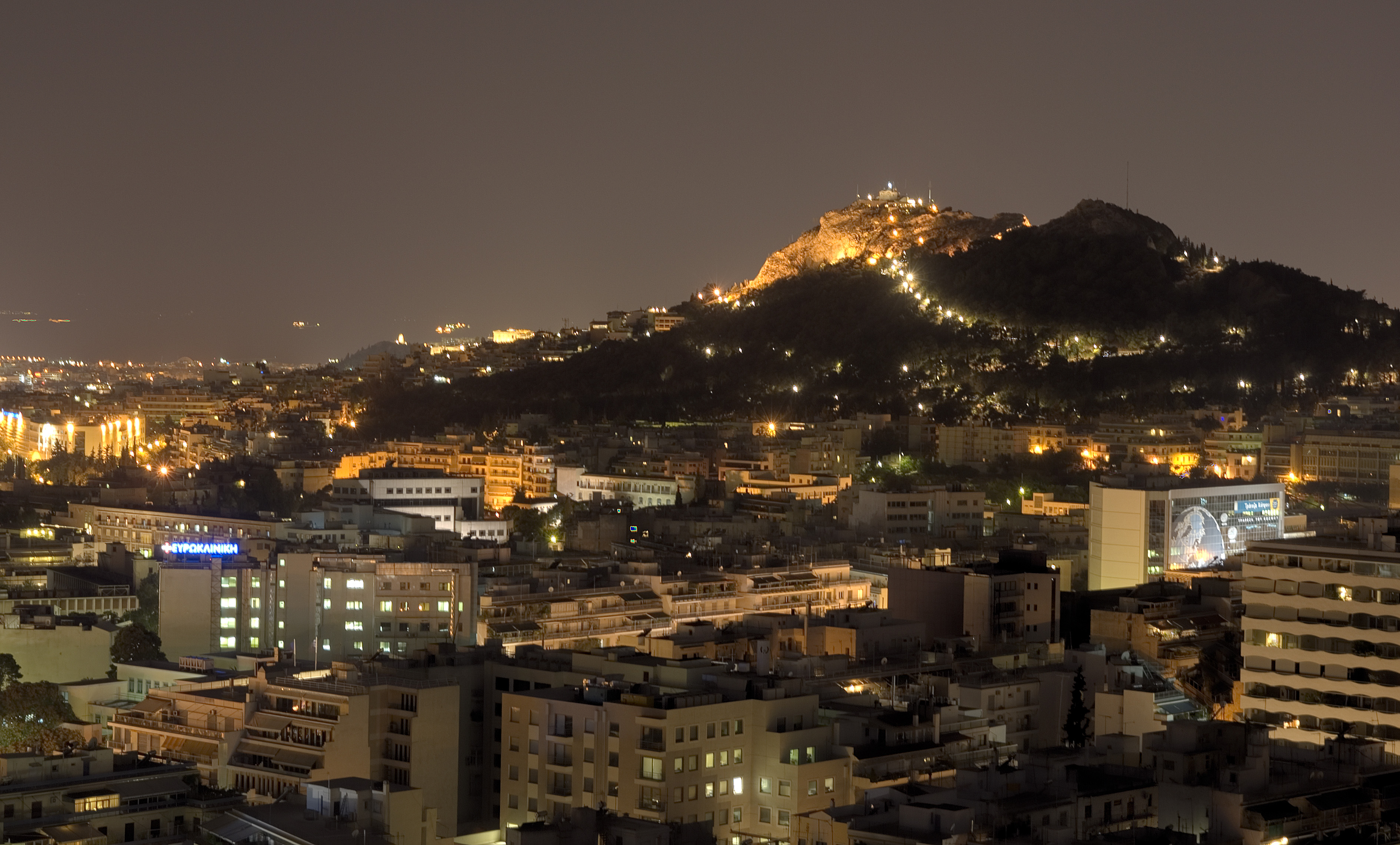
Lykavittos bei Nacht

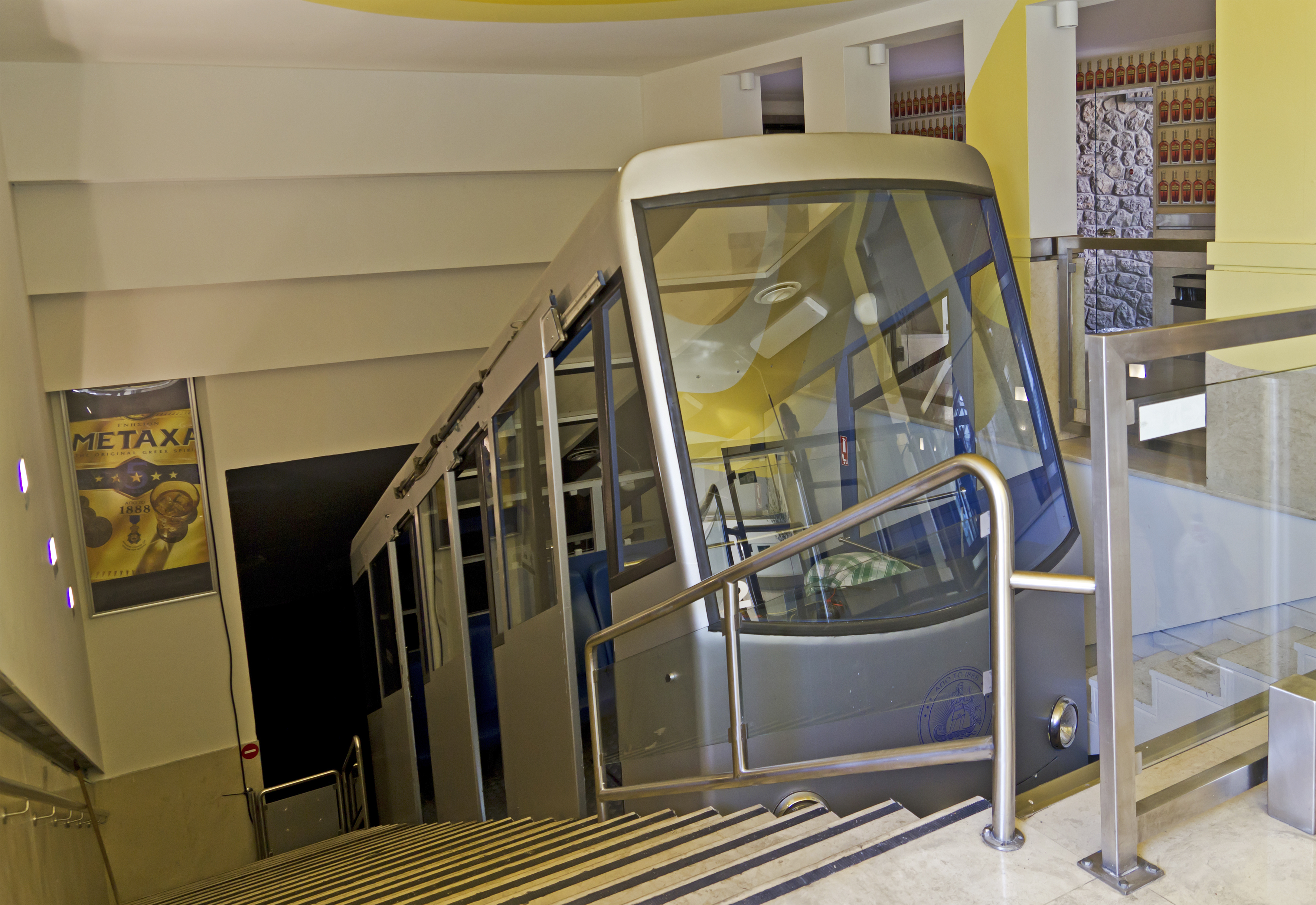
Die Bergstation der Standseilbahn

Der Lykabettus (neugriechisch Λυκαβηττός Lykavittós, Aussprache [likaviˈtɔs], altgriechisch Lykabēttós, lateinisch Lycabettus, deutsch „Wolfsberg“) ist der Stadtberg Athens.
Dem Mythos nach hat Athene diesen Berg nach Athen gebracht, „um einen Schutzwall vor der Akropolis zu errichten,“ und dort fallen gelassen.
Mit seiner Höhe von 277 m ist er die höchste Erhebung im Stadtzentrum und bietet damit eine gute Aussicht auf die Sehenswürdigkeiten Athens. Bei guten Sichtverhältnissen lässt sich von hier aus der ganze Großraum Athen und seine Kessellage zwischen Gebirgszügen und dem Saronischen Golf im Süden überblicken.
Es bieten sich zwei Möglichkeiten, den Gipfel zu erklimmen: Zum einen die Fahrt mit der Standseilbahn, deren Station sich in der Odós Aristíppou befindet, auf die man stößt, wenn man der ansteigenden Odós Ploutárchou folgt. Sehr viel lohnender, wenn auch anstrengender, ist der Fußweg zum Gipfel über die Stufen durch den zwischen 1908 und 1918 vom „Verein der Waldfreunde“ aufgeforsteten Wald. Der Aufstieg bietet Aussichtspunkte auf die Akropolis, das antike Stadion, das für die Olympischen Spiele von 1896 wieder aufgebaut wurde, sowie auf den Hafen von Piräus.
Auf dem Gipfel befindet sich eine Aussichtsterrasse um die kleine Sankt-Georgs-Kapelle (Ágios Geórgios) mit Blick auf das gesamte Stadtgebiet Athens sowie ein Restaurant der gehobenen Preisklasse. Der Lykabettus ist trotz seiner Aussichtsmöglichkeiten nicht in gleichem Maße von Touristen überlaufen wie andere Sehenswürdigkeiten Athens.
Weiter unterhalb der Bergspitze, am nördlichen Ende, befindet sich außerdem das 1965 auf Initiative der Schauspielerin Anna Synodinou von Takis Zenetos entworfene Freilichttheater. Es bietet ca. 3000 Plätze und kann mit dem Auto erreicht werden. Dort fanden jeden Sommer Konzerte und Theateraufführungen statt, wie etwa im Oktober 1987 drei Konzerte von der This Way Up Tour des englischen Musikers Peter Gabriel mit Youssou N’Dour & Le Super Étoile de Dakar als Vorgruppe, die 1990 unter dem Titel PoV und 2013 unter dem Titel Live in Athens 1987 als Konzertfilm und Fatteliku: Live in Athens 1987 bzw. Live in Athens 1987 2015 und 2020 als Audio-Album veröffentlicht wurden. 2008 wurde das Theater aus Sicherheitsgründen gesperrt, jedoch nach einer Renovierung 2024 wieder eröffnet.